# Бопс
Бопс (Boops) — рід риб родини Спарових. Містить два види. Раніше до цього роду також відносили сарпу Sarpa salpa.

## Види
- Boops boops — Бопс великоокий
- Boops lineatus